# Hornblendit

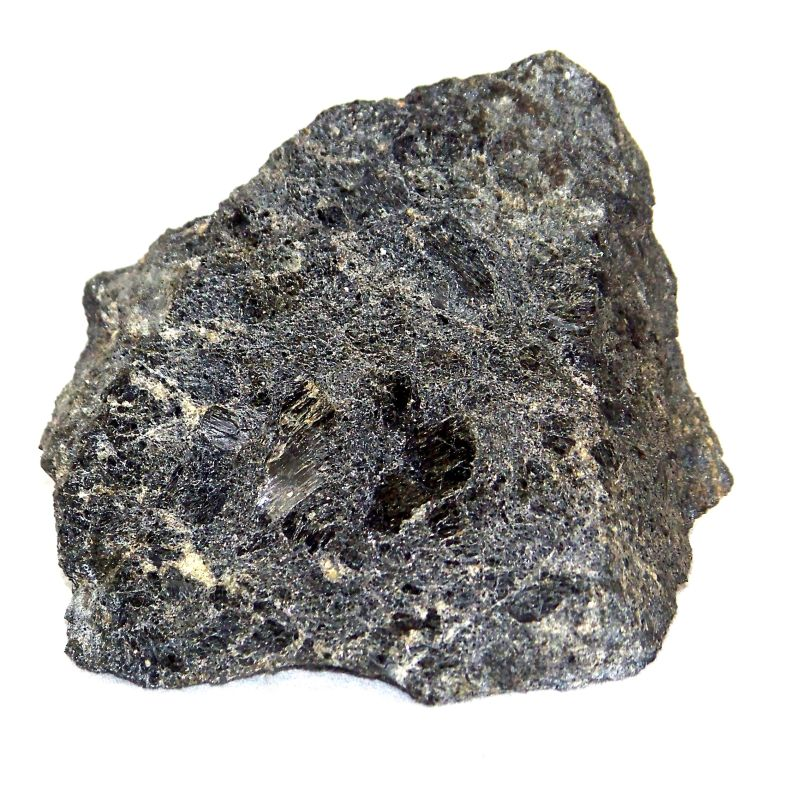
Hornblendit ở Ba Lan

Hornblendit là một loại đá mácma xâm nhập có thành phần chủ yếy là amphibol hornblend. Các đá siêu mafic giàu hornblend thì hiếm và khi hornblend chiếm chủ yếu thì chúng được xếp thành hornblendit với các tên gọi khác như hornblendit granat để chỉ loại khoáng vật phổ biến thứ hai sau hornblend.
Các đá biến chất có thành phần chủ yếu là amphibol thì được gọi là amphibolit.